# Topal Recep Pascià
Topal Recep Pascià, tradotto dal turco ottomano: Recep lo zoppo (Sangiaccato di Bosnia, ... – Tokat, 18 maggio 1632), è stato un politico ottomano, uomo di stato proveniente dal Sangiaccato di Bosnia, nonché Damat ("sposo") della Casa di Osman, in quanto marito di Gevherhan Sultan, figlia del sultano Ahmed I. Avevano una figlia, Safiye Hanımsultan.

## Biografia
Egli servì come Gran Visir dell'Impero ottomano dal 10 febbraio 1632 al 18 maggio 1632.
Fu decisivo nel linciaggio dell'ex gran visir, Hafız Ahmed Pascià. Quando suo cognato, il Sultano Murad IV, capì ciò, fece uccidere Recep Pascià il 18 Maggio 1632.